# Strupčice
Strupčice (německy Trupschitz) jsou obec, která se nachází v okrese Chomutov v Ústeckém kraji. Leží asi 8 km východně od Chomutova. Severně od obce se nachází dobývací prostor Lomu Vršany a na východě ji od Malého Března odděluje těleso rekultivované výsypky. Včetně místních částí zde žije přibližně 1 100 obyvatel.

## Název
Název vesnice je odvozen ze jména Stroupek ve významu ves lidí Stroupkových. V historických pramenech se jméno vesnice vyskytuje ve tvarech: in Strupczyicz (1354), Strupczicz (1405), Trupczicz nebo Trupsicz (1471, 1472), vsi Trubczicze (1542), k Trupcziczym (1544), w Trupeziczych (1551), Stupczicze (1561), Strupczicze (1571), Tropschitz (1595) nebo Trupssycze (1654).

## Historie
Okolí vesnice bylo osídleno už v pravěku. Dokládají to mimo jiné nálezy pohřebišť, na kterých byly prozkoumány hroby kultury se šňůrovou keramikou z období eneolitu a únětické kultury ze starší doby bronzové.

### Středověk
První písemná zmínka o Strupčicích pochází z roku 1352. O dva roky později byl vlastníkem vesnice a patronem strupčického kostela Nevlas z Ervěnic (Newlas ze Zecz). Strupčice tedy tvořily součást jednoho ze dvou tehdejších ervěnických panství. Dne 13. prosince 1481 povýšil král Vladislav Jagellonský na žádost Jana Ilburka z Vřesovic Strupčice na městečko, udělil jim znak a povolil používat zelený pečetní vosk.
Od počátku šestnáctého století už obě části Ervěnic, a tedy i Strupčice, patřily k červenohrádeckému panství Lorence Glace, který je roku 1506 odkázal se sousedním Okořínem své manželce Uršule. V sedmdesátých letech šestnáctého století Strupčice koupil Bohuslav starší z Michalovic. V té době se na panství rozmáhal protestantismus, který Bohuslavovi synové Diviš a Jan Jiří potlačovali. Jejich neshody s obyvateli městečka vyvrcholily sporem v letech 1602–1603, ve kterém strupčický rychtář obžaloval Diviše z loupeže obecních peněz a dalšího majetku. Mostecký soud rozhodl, že Diviš musí vrátit část pozemků, ale zbytek si mohl ponechat. Strupčičtí si stěžovali až u císaře, ale neuspěli. Při následných nepokojích byl Diviš málem zabit. Situace se uklidnila, až když vesnici získal Divišův bratr Bohuslav mladší z Michalovic.

### Sedmnácté a osmnácté století
Bohuslav mladší z Michalovic se jako jeden z direktorů zúčastnil stavovského povstání v letech 1618–1620. Po bitvě na Bílé hoře byl popraven na Staroměstském náměstí a jeho majetek císař zkonfiskoval. Většinu z něj poté koupil Vilém mladší Popel z Lobkovic, který Strupčice připojil ke svému panství Nové Sedlo – Jezeří, u něhož zůstaly až do zrušení poddanství. Význam městečka v té době poklesl, a to získalo zpět charakter vesnice. Zanikla i zdejší farnost.
Během třicetileté války byla vesnice zřejmě poničena, protože ještě podle berní ruly z roku 1654 byly zdejší domy ve špatném stavu. Některé usedlosti byly zcela pusté nebo vypálené. Ve vsi tehdy stálo šestnáct selských usedlostí a 26 chalupnických. Obyvatelé měli dohromady 67 potahů a chovali 72 krav, 62 jalovic, 233 ovcí, 192 prasat a osmnáct koz. Jeden ze sedláků provozoval šenk a jeden chalupník pracoval jako krejčí. Kromě žita a pšenice se pěstoval i chmel.
V průběhu sedmnáctého až devatenáctého století vesnici postihla řada pohrom. Časté bývaly povodně. V letech 1659 a 1688 velké bouře zničily úrodu. Jiná vichřice v roce 1776 zbořila čtyři stodoly a kostelní věž. V roce 1770 zemřelo při epidemii tyfu dvacet lidí a roku 1866 proběhla epidemi cholery, na kterou zemřelo třicet obyvatel.
Podle díla Jaroslava Schallera z roku 1787 ve Strupčicích stálo šedesát domů, ale některé patřily ke statku ve Škrli.

### Devatenácté století
V první polovině devatenáctého století vzniklo u Strupčic několik hnědouhelných dolů, z nichž doly Josef Otto, Josefina a Nanebevzetí Panny Marie byly ještě do poloviny století uzavřeny. Po nich zůstala v provozu jen pětice dolů Ferdinand, Florián, Císař František, Marie Terezie a Leopoldina, které těžily z hloubek deset až třicet metrů dvě 1–3 metry mocné sloje a jejich produkce se pohybovala ve stovkách tun ročně. Během hospodářské krize v sedmdesátých letech devatenáctého století byl provoz těchto dolů zastaven.
Nejvýznamnějším podnikem se stal důl Anna založený v roce 1887, který pohltil dříve uzavřené menší doly Bernard, Tekla, František, Požehnání Ježíšovo a jiné. Vystřídal řadu majitelů, až se kvůli neplacení daní dostal v roce 1935 do majetku státu. Těžila se v něm až 2,5 m mocná sloj uložená v hloubce kolem 40 m a uhlí se vlečkou odváželo k nádraží na železniční trati Počerady–Vrskmaň. Kromě toho byla šachta Anna spojena lanovkou s dolem Ondřej u Pohlod. V dole pracovalo v různých obdobích dvacet až 460 horníků, kteří ročně těžili 10 000 až 200 000 tun uhlí. Celková produkce do roku 1939, kdy byl důl uzavřen, byla asi 3 500 000 tun. Velká část zdejšího uhlí se spotřebovala přímo ve strupčických cihelnách. Horníci ze zrušeného dolu začali pracovat v dolech Běta, Elektra a v povrchovém lomu Hedvika u Ervěnic. Zbytky dolu Anna byly zlikvidovány v roce 1966.
Cihelen stálo v okolí Strupčic 22 a některé měly dvě pece. Cihly a další produkty se vyráběly z místní spraše a pro svou nízkou cenu byly oblíbené i u vzdálených zákazníků. Jejich snazší dostupnost umožnily výrobní areály postavené s nízkými náklady a skutečnost, že jejich majitelé současně vlastnili uhelné doly, jejichž uhlí se spalovalo v cihlářských pecích.
I přes rozmach průmyslu zůstávalo hlavním zdrojem obživy zemědělství, kterému se věnovaly tři čtvrtiny obyvatel. Na polích se pěstoval ječmen, pšenice a v menším množství i žito. Rozšířené bylo také pěstování pícnin, řepy a luštěnin. Z 851 hektarů katastrálního území tvořila orná půda 810 hektarů a dalších jedenáct hektarů zaujímaly pastviny, jeden hektar louky a čtyři hektary připadaly na sady a zeleninové zahrady. Sadařství se rozšířilo zejména po roce 1885.
Na konci devatenáctého století byly ve Strupčicích dvě hospody, tři hostince, šest obchodů a řada řemeslníků. K lékaři lidé chodili do Ervěnic. V letech 1852–1891 měla obec jednoho četníka a po přechodném zrušení četnické stanice byla tato roku 1897 obnovena se dvěma četníky. V letech 1884 zde zahájily provoz malé lázně zřízené u sirného pramene, ale jejich činnost skončila už o tři roky později, když se v důsledku těžby uhlí v dole Anna ztratila voda z mnoha pramenů.

### Moderní dějiny
První světová válka se do života vesnice promítla především nedostatkem pracovních sil. Chybějící pracovníky začali od roku 1915 nahrazovat ruští zajatci, kteří pracovali v dole Anna nebo na lobkovickém statku. S pokračující válkou však musela být řada dílen a cihelen uzavřena. Přesto se ještě ve třicátých letech dvacátého století pracovalo v devíti cihelnách.
Ve třicátých letech rostl podíl horníků, kteří roku 1939 tvořili třetinu obyvatel. Ve stejné době se zvyšovala také podpora Sudetoněmecké strany, a mezi obyvateli docházelo k národnostním třenicím. Po mnichovské dohodě odešla část českých obyvatel do vnitrozemí. Během druhé světové války byl jeden z hostinců přeměněn na zajatecký tábor, kterým prošlo asi 500 zajatců z Ruska, Itálie, Francie a Anglie. Většina jich pracovala na stavbě vodovodu. Tábor byl zrušen 20. dubna 1945 a zajatci dopraveni do Chomutova. Přímé vojenské akce se Strupčicím téměř vyhnuly. Pouze 22. července 1944 a v dubnu 1945 bylo na vesnici při bombardování shozeno několik bomb, které však nezpůsobily žádné škody.
Po válce došlo k odsunu většiny Němců žijících v oblasti do Německa a do prázdných domů se začali stěhovat přistěhovalci z vnitrozemí. V roce 1946 byly ve vsi tři koloniály, mlékárna, mlýn, dva pekaři, čtyři hostince, dva holiči, dva kováři, dva krejčí a kolář. Obec měla vlastní kino. Roku 1949 vzniklo jednotné zemědělské družstvo, které existovalo až do počátku devadesátých let dvacátého století. V roce 1972 se spojilo s družstvem ve Vrksmani a roku 1974 se sušanským družstvem.
Až do roku 1981 se Strupčice úspěšně rozvíjely. Poté však byla v souvislosti s rozšiřováním Lomu Vršany vyhlášena stavební uzávěra a předpokládalo se, že vesnice zanikne a její obyvatelé budou přestěhováni do Sušan. V důsledku toho lidé začali Strupčice opouštět a vesnice začala chátrat. Ke změně došlo až po roce 1989, kdy byla stavební uzávěra zrušena. Po roce 1990 byla postavena čistírna odpadních vod, kanalizace, opraven vodovod a proběhla plynofikace. Před rokem 2001 byly ve Strupčicích dva obchody, jatka, řeznictví, dvě restaurace a kadeřnictví.

## Geologie
V okolí obce se nacházejí ložiska spraší, které se využívaly jako surovina pro výrobu cihel v místních cihelnách.

## Obyvatelstvo
Při sčítání lidu v roce 1921 zde žilo 1238 obyvatel (z toho 591 mužů), z nichž bylo 217 Čechoslováků, 989 Němců, dva Židé a třicet cizinců. Většina byla římskokatolického vyznání, ale čtrnáct lidí se hlásilo k evangelickým církvím, dva k izraelské, třináct k ostatním neuvedeným církvím a 68 jich bylo bez vyznání. Podle sčítání lidu z roku 1930 měla vesnice 1530 obyvatel: 466 Čechoslováků, 1038 Němců, jednoho příslušníka jiné národnosti a 25 cizinců. Stále výrazně převažovala římskokatolická většina, ale žilo zde také devatenáct evangelíků, šestnáct příslušníků církve československé, šest židů, devět členů jiných církví a 291 lidí bez vyznání.
|                                                         | 1869 | 1880 | 1890 | 1900 | 1910 | 1921  | 1930  | 1950 | 1961 | 1970 | 1980 | 1991 | 2001 | 2011 | 2021 |
| ------------------------------------------------------- | ---- | ---- | ---- | ---- | ---- | ----- | ----- | ---- | ---- | ---- | ---- | ---- | ---- | ---- | ---- |
| Obyvatelé                                               | 598  | 622  | 818  | 918  | 953  | 1 238 | 1 530 | 858  | 742  | 609  | 497  | 378  | 422  | 502  | 785  |
| Domy                                                    | 70   | 89   | 100  | 131  | 132  | 137   | 186   | 194  | 200  | 142  | 135  | 140  | 144  | 162  | 239  |
| Data z roku 1961 zahrnují i domy z místní části Okořín. |      |      |      |      |      |       |       |      |      |      |      |      |      |      |      |

## Obecní správa a politika

### Místní části
Strupčice jsou od roku 1850 samostatnou obcí. Při sčítání lidu v roce 1869 k nim jako osady patřily Malé Březno a zaniklá vesnice Holešice, ze kterých se v pozdějších letech staly obce. Od roku 1961 je ke Strupčicím patří část obce Okořín a od 30. dubna 1976 také Hošnice a Sušany (podle Zdeny Binterové od 1. května 1976).

### Zastupitelstvo a starosta
V roce 1931 mělo strupčické zastupitelstvo osmnáct míst, z nichž šest připadlo Čechům a zbytek Němcům. V šestičlenné obecní radě měli Češi jednoho zástupce. Dne 22. května 1938 se konaly volby do obecních zastupitelstev. Z rozdělených 827 hlasů ve Strupčicích získaly 418 hlasů Sudetoněmecká strana, 137 hlasů Německá sociální demokracie, 61 hlasů Komunistická strana Československa a 211 hlasů česká volební skupina.
Vítězem voleb v roce 1946 se ve Strupčicích stala Česká strana sociálně demokratická, která také získala funkci předsedy místního národního výboru.

## Školství
Škola ve Strupčicích bývala už ve dvacátých letech sedmnáctého století. Dlouho měla jen jednu třídu, ale roku 1862 byla rozšířena na dvojtřídní a v roce 1890 na trojtřídní. Česká škola byla povolena 3. září 1919, ale vyučovat se v ní začalo až od 16. ledna 1920. Výuka probíhala v hospodářské budově v usedlosti čp. 11. Nová školní budova české školy byla otevřena 26. srpna 1926. Chodili do ní také žáci z Malého Března, Hošnic, Okořína a Sušan. Německá škola byla roku 1935 rozšířena o čtvrtou třídu, kterou však hned následujícího roku zrušili.
Po válce ve vsi fungovala obecná škola pro první až pátý ročník a starší děti dojížděly do Chomutova. Po rozšíření o vyšší ročníky školní budova nedostačovala, a proto byla roku 1960 postavena nová. V polovině šedesátých let ji navštěvovalo přes tři sta žáků, z nichž byly dvě třetiny z okolních vesnic. Koncem dvacátého století školu navštěvovalo asi 120 žáků.

## Pamětihodnosti
Řada drobných památek byla do Strupčic přemístěna z vesnic, které na Chomutovsku zanikly v důsledku těžby uhlí.
- Kostel svatého Václava původem ze 14. století, přestavěný v roce 1780[31]
- Barokní socha svatého Jana Nepomuckého z roku 1723 od sochaře J. K. Vettera přemístěná z Tušimic[32]
- Socha svatého Václava z roku 1833 na návsi; na čtverhranném podstavci jsou reliéfy Panny Marie, svatého Jana Nepomuckého a svatého Donáta[33]
- Socha Panny Marie před kostelem z počátku 18. století z Prunéřova[34]
- Smírčí kříž u vstupu do kostela a cyrilometodějský smírčí kříž z 16. století (oba přemístěné ze zaniklé Vrchnice)[35][36]
- Pieta z roku 1718 vytesaná v černovické huti přemístěná od Kralup ke vstupu na hřbitov
- Pieta z roku 1741 od K. Weitzmanna přenesená z Milžan doprostřed malé návsi pod kostelem
- Sloup s Kristem
- Boží muka přemístěná na malou náves pod kostel
- Krucifix
- Socha svaté Anny
- Asi 1 km severovýchodně od obce stojí na okraji těžebního prostoru Lomu Vršany dřevěná rozhledna Maják[37]

## Osobnosti
- Karel Čulík (1822–1912) – právník a politik

## Galerie

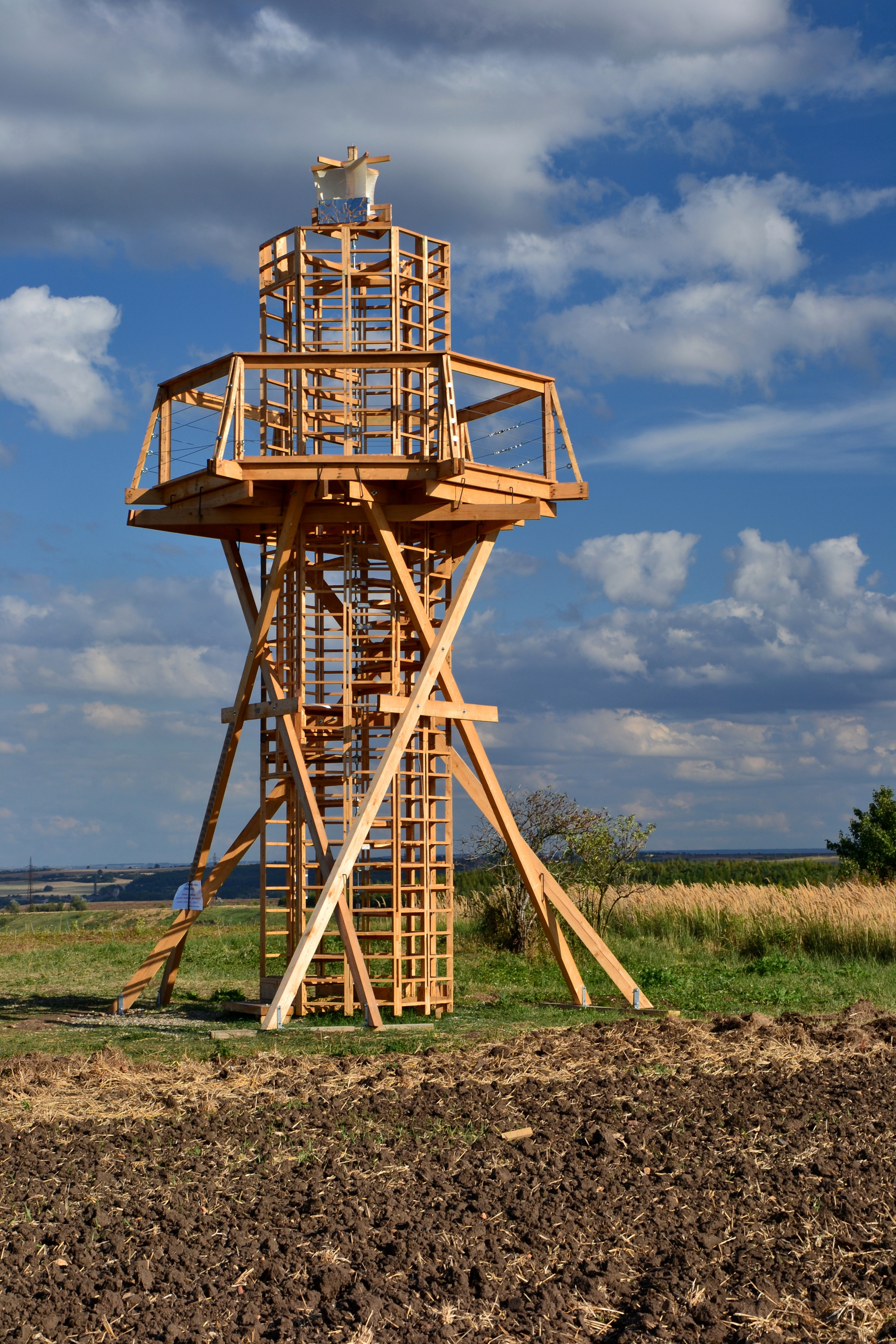
Rozhledna
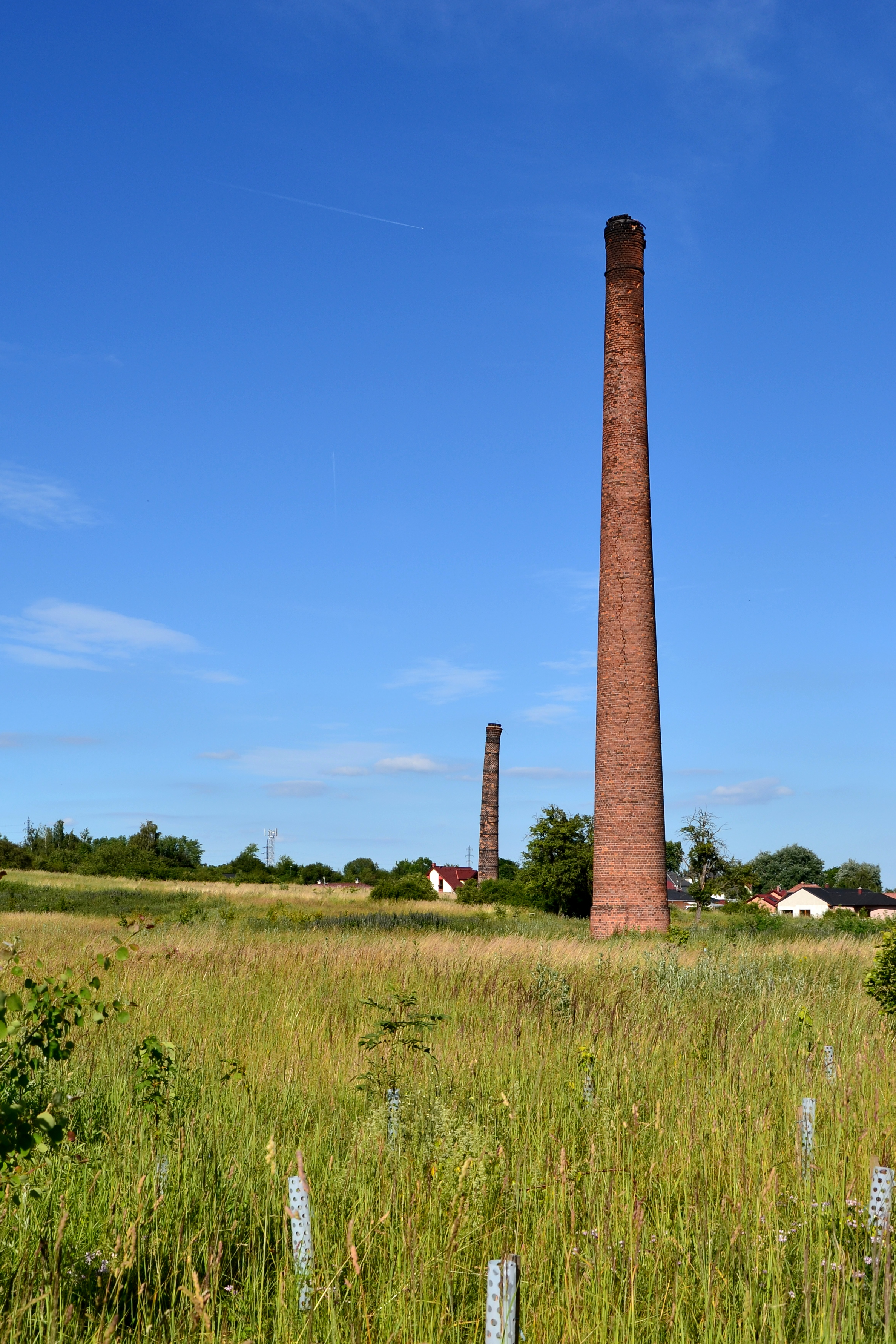
Komíny zaniklých cihelen
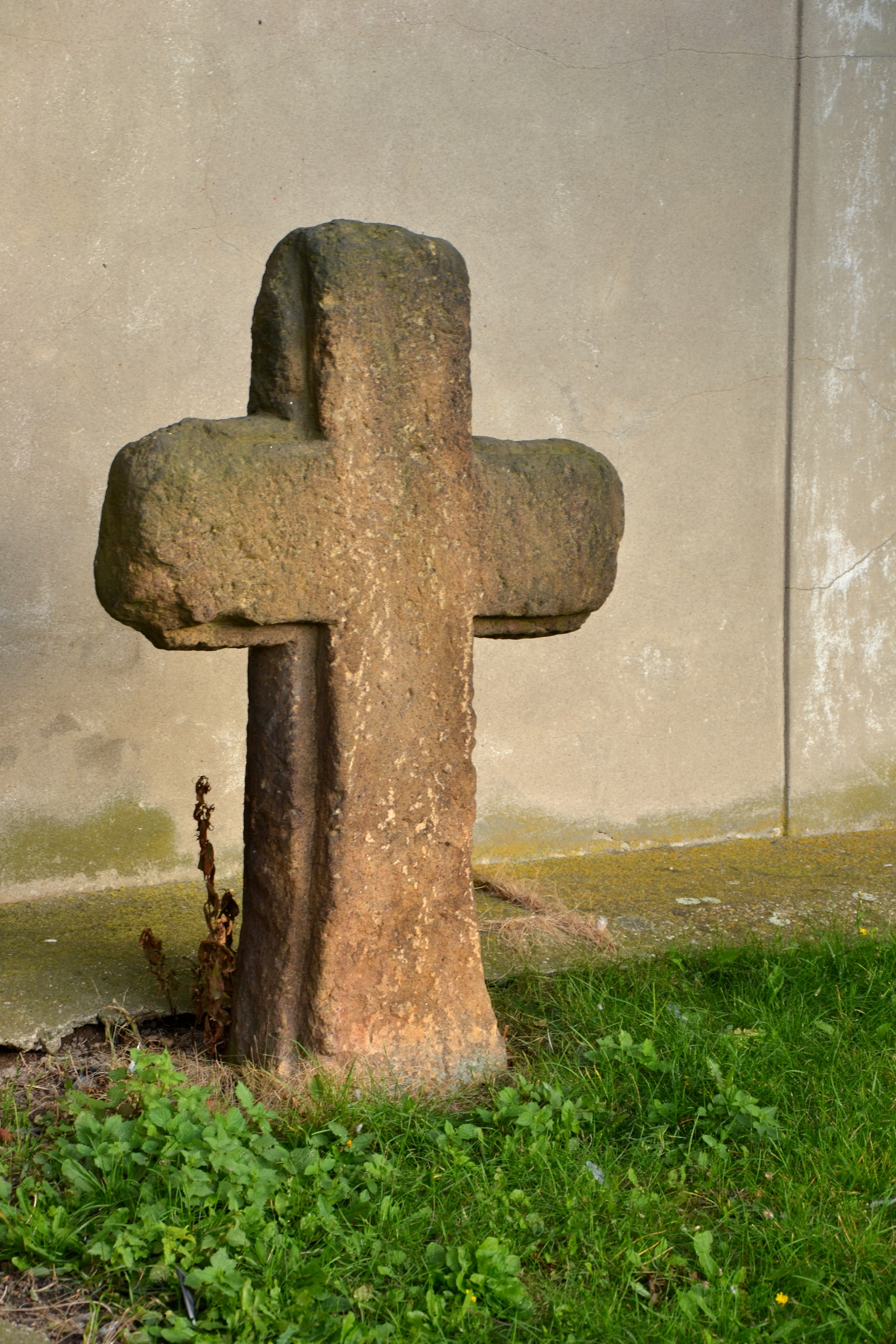
Smírčí kříž u kostela
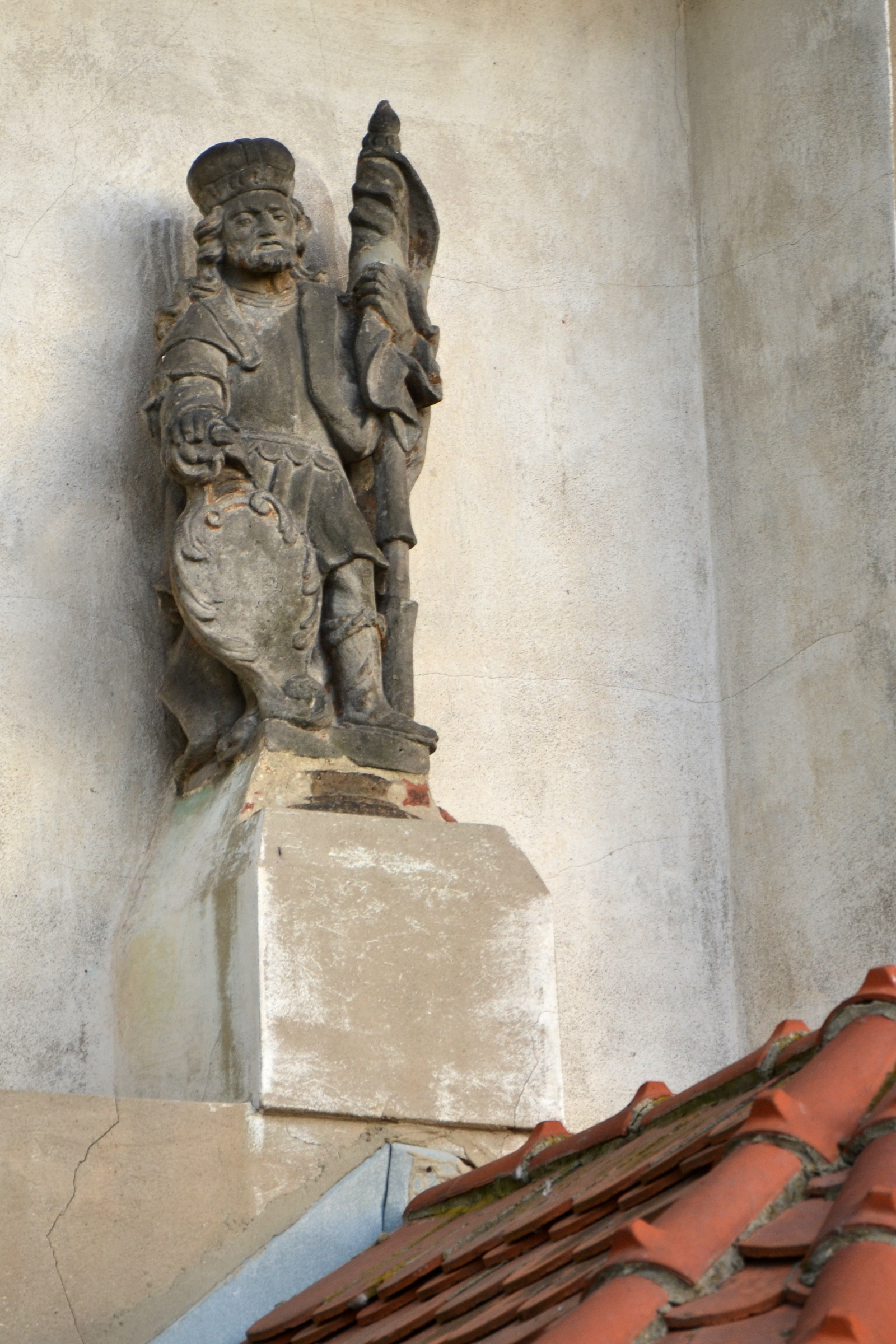
Svatý Václav nad vstupem do kostela